# Praecipitatio
Praecipitatio är ett ytterligare kännetecken som tilldelas moln som ger nederbörd som når jordytan. "Praecipitatio" kommer från latin och betyder "brådstörtat fall (huvudstupa ner i ett bråddjup)".
Praecipitatio förekommer mest hos huvudmolnslagen altostratus, nimbostratus, stratocumulus, stratus och cumulonimbus.